# Gaudiellidae
Gaudiellidae zijn  een familie van mijten. Bij de familie zijn vijf geslachten met zeven soorten ingedeeld.